# Sigeric I.

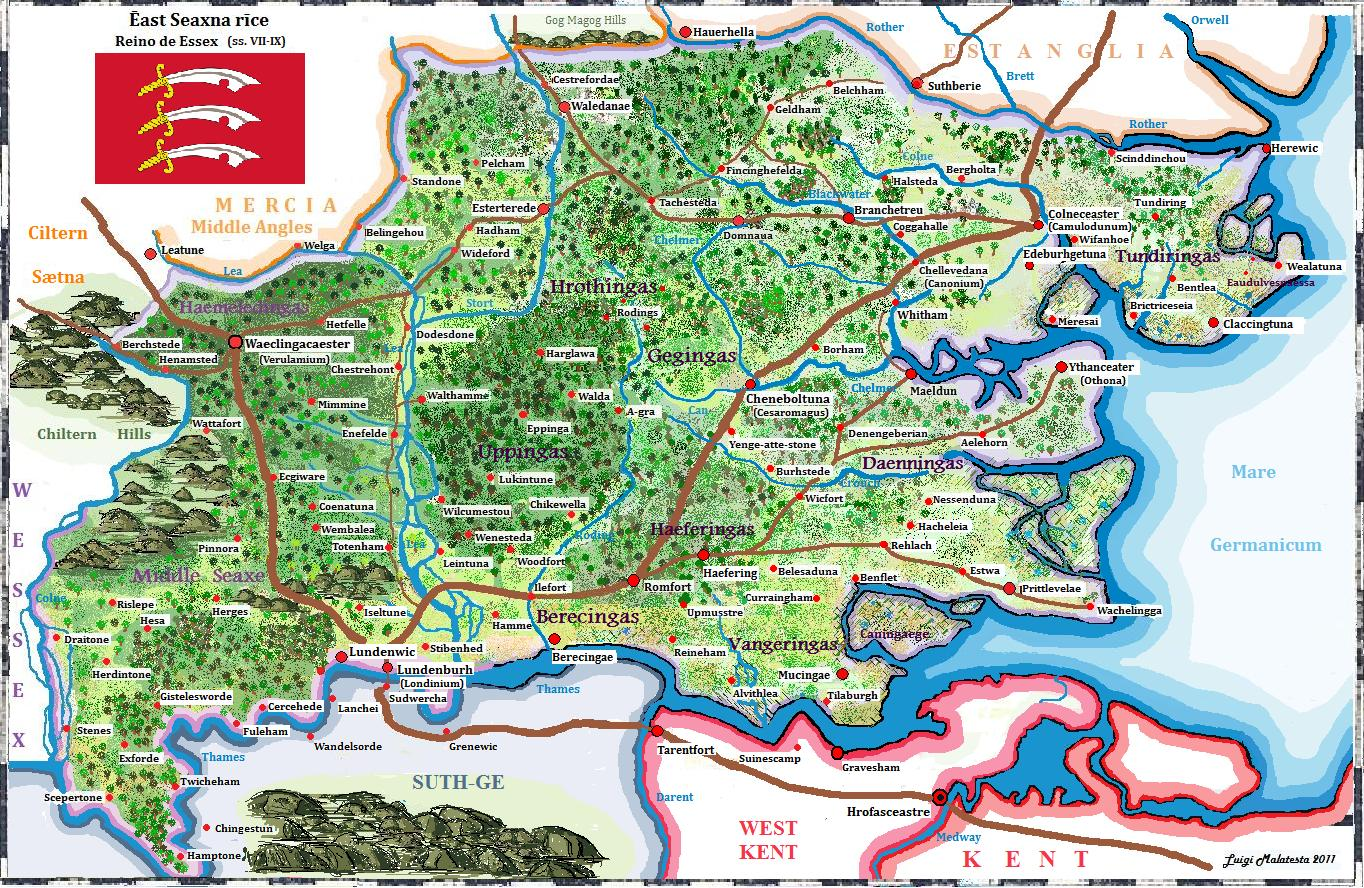
Essex in frühangelsächsischer Zeit

Sigeric (auch Siric) war ein König des angelsächsischen Königreichs Essex, der als Nachfolger von Swithred ab einem unbekannten Datum bis 798 regierte.
Von Sigeric ist nur bekannt, dass er 798 abdankte, um als Pilger nach Rom zu gehen. Nachfolger als König wurde Sigered. Das weitere Schicksal Sigerics und sein Todesjahr sind unbekannt.